# Subdivisões do Sudão do Sul
O Sudão do Sul é dividido em dez estados, criados a partir das três antigas províncias históricas (e regiões contemporâneas) do país: Bar-El-Gazal (noroeste), Equatória (sul) e Grande Nilo Superior (nordeste). Os estados são divididos em 79 condados.
Em outubro de 2015, o presidente do Sudão do Sul Salva Kiir Mayardit emitiu um decreto que estabeleceu a criação de 28 novos estados no lugar dos 10 estados previamente estabelecidos. O decreto estabeleceu os novos estados, em grande parte seguindo as linhas étnicas. Uma série de partidos da oposição e da sociedade civil contestou a constitucionalidade desse decreto e Kiir mais tarde resolveu levá-la ao parlamento para aprovação como uma emenda constitucional. Em novembro do mesmo ano, o parlamento sul-sudanês autorizou o presidente Salva Kiir a criar os novos estados. Em janeiro de 2017, o presidente Salva Kiir decretou a subdivisão do país de 28 para 32 estados.
Em fevereiro de 2020, como resultado de um acordo de paz que encerrou a Guerra Civil Sul-Sudanesa, o país retornou aos 10 estados originais, mas com duas áreas administrativas, Grande Pibor e Ruengue, e a área de status administrativo especial de Abiei.
A Área de Abiei é considerada simultaneamente parte da República do Sudão e da República do Sudão do Sul, efetivamente um condomínio. As fronteira do Sudão e do Sudão do Sul nesta região ainda não foram definidas. A área de Cafia Quingi é disputada entre o Sudão do Sul e o Sudão e o Triângulo de Ilemi é disputado entre o Sudão do Sul e o Quênia.

## Dez estados e três áreas (2020-presente)

As subdivisões administrativas do Sudão do Sul agrupadas nas três províncias históricas de:
Bar-El-Gazal
Equatória
Grande Nilo Superior

Nos termos de um acordo de paz assinado em 22 de fevereiro de 2020, o Sudão do Sul está dividido em dez estados, duas áreas administrativas e uma área com status administrativo especial. Os estados e áreas administrativas estão agrupados nas três antigas províncias históricas do Sudão: Bar-El-Gazal, Equatória, Grande Nilo Superior. Cada estado é chefiado por um governador e as áreas administrativas são lideradas por administradores chefes.
| Bandeira | Estado ou área         | Capital   | Área (km2) | População (2010) | Densidade (/km2) | Região               |
| -------- | ---------------------- | --------- | ---------- | ---------------- | ---------------- | -------------------- |
|          | Bar-El-Gazal do Norte  | Uail      | 820,834    | 30,543.30        | 26.87            | Bar-El-Gazal         |
|          | Bar-El-Gazal Ocidental | Uau       | 358,692    | 91,075.95        | 3.94             | Bar-El-Gazal         |
|          | Lagos                  | Rumbeque  | 782,504    | 43,595.08        | 17.95            | Bar-El-Gazal         |
|          | Uarabe                 | Cuajoque  | 1,044,217  | 45,567.24        | 22.92            | Bar-El-Gazal         |
|          | Equatória Ocidental    | Iambio    | 658,863    | 79,342.66        | 8.30             | Equatória            |
|          | Equatória Central      | Juba      | 1,193,130  | 43,033.00        | 27.73            | Equatória            |
|          | Equatória Oriental     | Torite    | 962,719    | 73,472.01        | 13.10            | Equatória            |
|          | Juncáli                | Bor       | 1,228,824  | 80,926.00        | ?                | Grande Nilo Superior |
|          | Unidade                | Bentiu    | 399,105    | ?                | ?                | Grande Nilo Superior |
|          | Alto Nilo              | Malacal   | 1,013,629  | 77,283.42        | 13.12            | Grande Nilo Superior |
|          | Area de Abiei          | Abiei     | 124,390    | 10,546.00        | ?                | Bar-El-Gazal         |
|          | Área de Granda Pibor   | Pibor     | 214,676    | 41,962.00        | ?                | Grande Nilo Superior |
|          | Área de Ruengue        | Pariangue | 246,360    | ?                | ?                | Grande Nilo Superior |

## 32 estados (2017–2020)

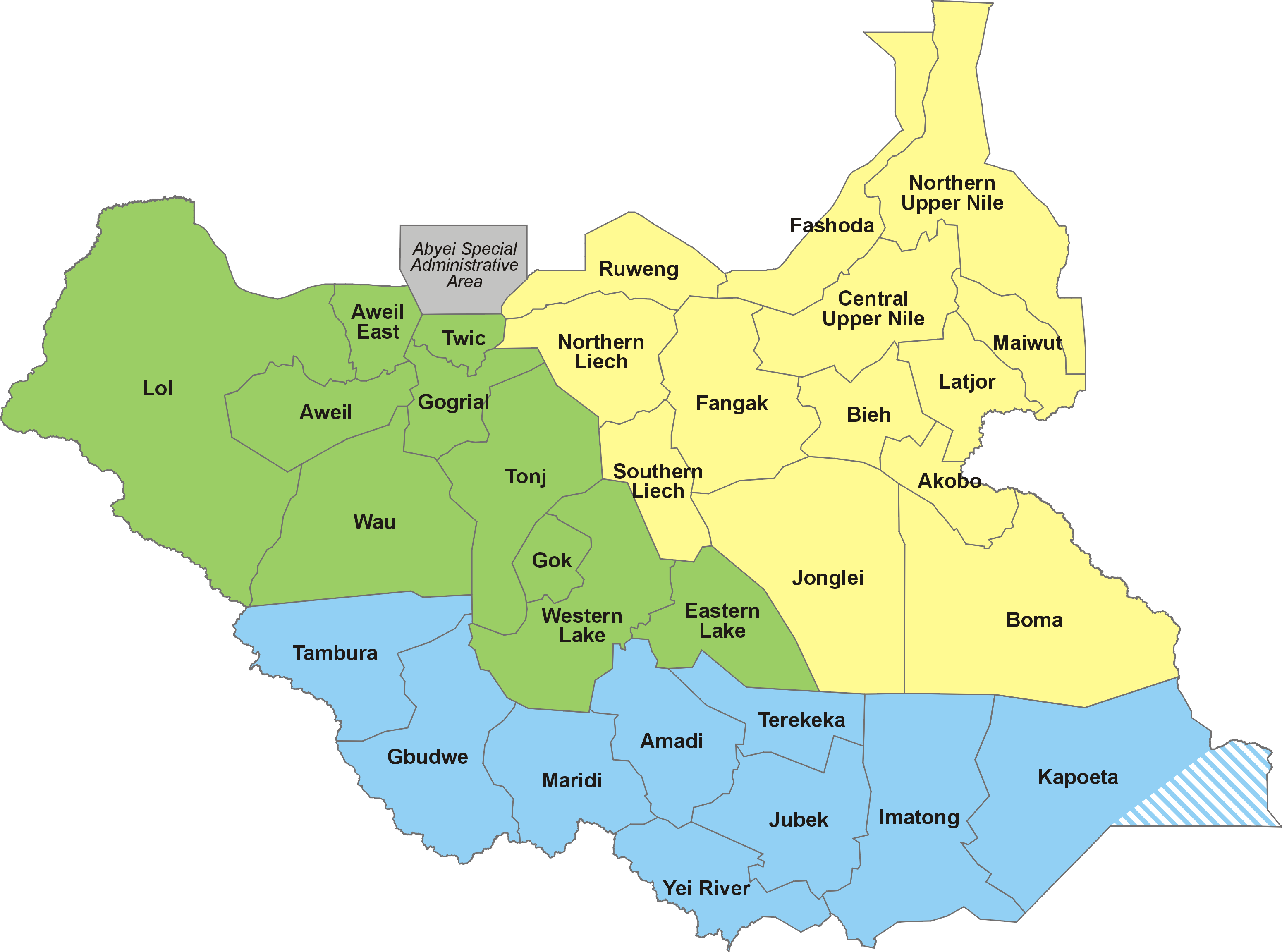
Os 32 estados do Sudão do Sul agrupados nas três províncias históricas do Sudão
Bahr el Ghazal
Equatoria
Greater Upper Nile

| Acobo                             | Acobo                                         | Acobo      | Juncáli                |  |                          |                      |
| Bié                               | Uror Nyirol                                   | Waat       | Juncáli                |  |                          |                      |
| Boma                              | Pochala Pibor                                 | Pibor      | Juncáli                |  |                          |                      |
| Fangaque                          | Aiode Fangaque                                | Aiode      | Juncáli                |  |                          |                      |
| Juncáli                           | Bor Tuique Oriental Duque                     | Bor        | Juncáli                |  |                          |                      |
| Lieche do Norte                   | Maiome Coche Rubcona Guite                    | Bentiu     | Unidade                |  |                          |                      |
| Ruengue                           | Panriangue Abiemnhom                          | Panriangue | Unidade                |  |                          |                      |
| Lieche                            | Mayendit Leer Panyijiar                       | Leer       | Unidade                |  |                          |                      |
| Alto Nilo Central                 | Akoka Pigi Baliete Panyikang                  | Malacal    | Alto Nilo              |  |                          |                      |
| Fachoda                           | Codoque Manio                                 | Codoque    | Alto Nilo              |  |                          |                      |
| Latjur                            | Ulangue Nasir                                 | Nasir      | Alto Nilo              |  |                          |                      |
| Maiute                            | Longchuk Coma Maiute                          | Maiute     | Alto Nilo              |  |                          |                      |
| Alto Nilo do Norte                | Renque Maban Melute                           | Renque     | Alto Nilo              |  |                          |                      |
| Bahr El Ghazal Region (10 States) |                                               |            |                        |  |                          |                      |
| Eastern Lakes State               | Yirol East Yirol West Awerial                 | Yirol      | Ring Tueny Mabor       |  | Ring Tueny Mabor         | Lakes                |
| Gok State                         | Cueibet                                       | Cueibet    | Madang Majok Meen      |  | Madang Majok Meen        | Lakes                |
| Western Lakes State               | Rumbek North Rumbek East Rumbek Center Wulu   | Rumbek     | Abraham Makoi Bol      |  | Abraham Makoi Bol        | Lakes                |
| Aweil East State                  | Aweil East                                    | Wanjok     | Deng Deng Akuei        |  | Deng Deng Akuei          | North Bahr el Ghazal |
| Aweil State                       | Aweil South Aweil Center                      | Aweil      | Ronald Ruai Deng       |  | Ronald Ruai Deng         | North Bahr el Ghazal |
| Gogrial State                     | Gogrial West Gogrial East                     | Kuacjok    | Abraham Gum Makuach    |  | Gregory Deng Kuach Aduol | Warrap               |
| Tonj State                        | Tonj North Tonj East Tonj South               | Tonj       | Akech Tong Aleu        |  | Akech Tong Aleu          | Warrap               |
| Twic State                        | Twic                                          | Mayen-Abun | Bona Pariek Biar       |  | Kon Manyiel Kuol         | Warrap               |
| Lol State                         | Raja Aweil North Aweil West                   | Raja       | Rizik Zachariah Hassan |  | Rizik Zachariah Hassan   | West Bahr el Ghazal  |
| Wau State                         | Jur River Bagari                              | Wau        | Elias Waya Nyipouch    |  | Andrea Mayar Achor       | West Bahr el Ghazal  |
| Equatoria Region (9 States)       |                                               |            |                        |  |                          |                      |
| Jubek State                       | Juba*                                         | Juba       | Augustino Jadalla Wani |  | Augustino Jadalla Wani   | Central Equatoria    |
| Terekeka State                    | Terekeka Jemeiza Gwor Tali Tigor              | Terekeka   | Juma Ali Malou         |  | Juma Ali Malou           | Central Equatoria    |
| Yei River State                   | Yei Lainya Morobo Kajo Keji                   | Yei        | David Lokonga Moses    |  | David Lokonga Moses      | Central Equatoria    |
| Imatong State                     | Lopa Torit Ikotos Magwi                       | Torit      | Natisio Loluke Manir   |  | Natisio Loluke Manir     | East Equatoria       |
| Kapoeta State                     | Kapoeta North Kapoeta East Kapoeta South Budi | Kapoeta    | Louise Lobong Lojore   |  | Louise Lobong Lojore     | East Equatoria       |
| Amadi State                       | Mvolo Mundri West Mundri East                 | Mundri     | Joseph Pachiko         |  | Joseph Pachiko           | West Equatoria       |
| Gbudwe State                      | Yambio Ezo Anzara                             | Yambio     | Patrick Raphael Zamoi  |  | Badagu Daniel Remposa    | West Equatoria       |
| Maridi State                      | Maridi Ibba                                   | Maridi     | Africano Monday        |  | Africano Monday          | West Equatoria       |
| Tambura State                     | Tambura Nagero                                | Tambura    | Patrick Raphael Zamoi  |  | Patrick Raphael Zamoi    | West Equatoria       |

## 28 estados (2015–2017)
| Nº | Estado         | Nome em português | Capital    |  |
| -- | -------------- | ----------------- | ---------- |  |
| 1  | Aweil          | Uail              | Uail       |  |
| 2  | Aweil East     | Uail Oriental     | Uanjoque   |  |
| 3  | Eastern Lake   | Lagos Orientais   | Yirol      |  |
| 4  | Gogrial        | Gogrial           | Cuajoque   |  |
| 5  | Gok            | Goque             | Cueibete   |  |
| 6  | Lol            | Lol               | Raja       |  |
| 7  | Tonj           | Tonje             | Tonje      |  |
| 8  | Twic           | Tuique            | Mayen Abun |  |
| 9  | Wau            | Uau               | Uau        |  |
| 10 | Western Lakes  | Lagos Ocidentais  | Rumbeque   |  |
| 11 | Amadi          | Amadi             | Mundri     |  |
| 12 | Gbudwe         | Gbudue            | Iambio     |  |
| 13 | Imatong        | Imatongue         | Torite     |  |
| 14 | Jubek          | Jubeque           | Juba       |  |
| 15 | Maridi         | Maridi            | Maridi     |  |
| 16 | Namorunyang    | Namoruniangue     | Capoeta    |  |
| 17 | Terekeka       | Terequeca         | Terequeca  |  |
| 18 | Yei River      | Rio Iei           | Iei        |  |
| 19 | Boma           | Boma              | Pibor      |  |
| 20 | Eastern Bieh   | Bié Oriental      | Acobo      |  |
| 21 | Eastern Nile   | Nilo Oriental     | Malacal    |  |
| 22 | Jonglei        | Juncáli           | Bor        |  |
| 23 | Latjoor        | Latjur            | Nasir      |  |
| 24 | Northern Liech | Lieche do Norte   | Bentiu     |  |
| 25 | Ruweng         | Ruengue           | Pariangue  |  |
| 26 | Southern Liech | Lieche do Sul     | Leer       |  |
| 27 | Western Bieh   | Bié Ocidental     | Aiode      |  |
| 28 | Western Nile   | Nilo Ocidental    | Codoque    |  |

## 10 estados (2011–2015)
| Nº | Estado                  | Nome em português      | Capital  |  |
| -- | ----------------------- | ---------------------- | -------- |  |
| 1  | Gharb Bahr al-Ghazal    | Bar-El-Gazal Ocidental | Uau      |  |
| 2  | Schamal Bahr al-Ghazal  | Bar-El-Gazal do Norte  | Uail     |  |
| 3  | Al-Wahda                | Unidade                | Bentiu   |  |
| 4  | A'li an-Nil             | Alto Nilo              | Malacal  |  |
| 5  | Warab                   | Uarabe                 | Cuajoque |  |
| 6  | Junqali                 | Juncáli/Jonglei        | Bor      |  |
| 7  | Al-Buhairat             | Lagos                  | Rumbeque |  |
| 8  | Gharb al-Istiwa'iyya    | Equatória Ocidental    | Iambio   |  |
| 9  | Al-Istiwāʾiyya al-Wusṭā | Equatória Central      | Juba     |  |
| 10 | Scharq al-Istiwa'iyya   | Equatória Oriental     | Torite   |  |

## Regiões históricas do Sudão do Sul

### Bar-El-Gazal
A região de Bar-El-Gazal fica no noroeste do Sudão do Sul e inclui os estados de Bar-El-Gazal do Norte, Bar-El-Gazal Ocidental, Lagos e Warab. De acordo com o contestado censo de 2008, conduzido pela República do Sudão, Bar-El-Gazal Ocidental é o estado menos populoso do Sudão do Sul.

### Equatória
A região de Equatória fica no sul do Sudão do Sul e inclui os estados de Equatória Ocidental, Equatória Central e Equatória Oriental. A capital do estado de Equatória Central, o menor estado do Sudão do Sul em área, é Juba, que também é a capital nacional do país.

### Grande Nilo Superior
A região do Grande Nilo Superior fica localizada ao norte e leste do Sudão do Sul e inclui os estados de Juncáli, Unidade e Alto Nilo. Juncáli é o maior estado do Sudão do Sul em área e também o mais populoso, de acordo com o censo de 2008.